# Rockpalast Nacht

Rockpalast-Logo

Die Rockpalast Nächte waren eine rund sechsstündige Konzertveranstaltung, die von 1977 bis 1986 mehrmals in der Grugahalle in Essen stattfand. Die Rocknächte wurden im Rahmen der WDR-Produktion Rockpalast veranstaltet und von der ARD via Eurovision in voller Länge ohne zusätzliche Showelemente in ganz Europa übertragen. Einige Radiosender der ARD strahlten den Konzertton zusätzlich synchron in Stereofonie aus. In zehn Jahren fanden insgesamt 17 Rocknächte statt. Das Konzept stammte von Christian Wagner und Peter Rüchel, die Moderatoren waren Albrecht Metzger und Alan Bangs.
In der Rockpalast Nacht traten meist drei oder vier Rockbands auf. Charakteristisch war, dass relativ unbekannte Künstler zusammen mit international bekannten Stars wie Peter Gabriel, The Police oder The Who auftraten. Zahlreiche unbekannte Bands und Musiker wurden durch die Rocknächte bekannt, darunter ZZ Top und Bryan Adams. Zunächst konzentrierten sich die Macher auf klassischen Rock und Bluesrock. Später öffnete man die Sendung für andere Stilrichtungen und wagte auch Experimente, so etwa mit den Auftritten des Afrikaners King Sunny Adé oder des Salsa-Musikers Rubén Blades. Das Vorhaben, Bruce Springsteen auftreten zu lassen, konnte nicht verwirklicht werden.
Die Rocknächte erlangten bereits seinerzeit Kultstatus und gelten in der deutschen und europäischen Fernsehgeschichte als einzigartig. Die letzte Rockpalast Nacht ging im März 1986 über die Bühne, unter anderem mit der deutschen Rockband BAP.

## Veranstaltungs-Chronologie
1. Rockpalast Nacht: 23. Juli 1977 mit Rory Gallagher, Little Feat und Roger McGuinn’s Thunderbyrd
2. Rockpalast Nacht: 04. März 1978 mit Mother’s Finest, Dickey Betts and Great Southern und Spirit
3. Rockpalast Nacht: 15. September 1978 mit Paul Butterfield Band, Peter Gabriel und Alvin Lee’s Ten Years Later
4. Rockpalast Nacht: 21. April 1979 mit J. Geils Band, Patti Smith Group und Johnny Winter
5. Rockpalast Nacht: 06. Oktober 1979 mit Southside Johnny & the Asbury Jukes, Nils Lofgren und Mitch Ryder
6. Rockpalast Nacht: 19. April 1980 mit The Blues Band, Joan Armatrading, Ian Hunter feat. Mick Ronson und ZZ Top
7. Rockpalast Nacht: 18. Oktober 1980 mit Graham Parker and the Rumour, The Police und Jack Bruce and Friends
8. Rockpalast Nacht: 28. März 1981 mit The Who und Grateful Dead
9. Rockpalast Nacht: 17. Oktober 1981 mit The Undertones, Mink de Ville, Black Uhuru und Roger Chapman and the Shortlist
10. Rockpalast Nacht: 03. April 1982 mit Rick James, Van Morrison und The Kinks
11. Rockpalast Nacht: 16. Oktober 1982 mit Little Steven and the Disciples of Soul, Gianna Nannini und Kid Creole & the Coconuts
12. Rockpalast Nacht: 17. April 1983 mit Kevin Rowland and Dexys Midnight Runners, Joe Jackson und King Sunny Adé and His African Beats
13. Rockpalast Nacht: 15. Oktober 1983 mit Bryan Adams, Elvis Costello and the Attractions und Cheap Trick
14. Rockpalast Nacht: 13. Oktober 1984 mit Huey Lewis & the News, Chalice, Level 42 und John Cale Band
15. Rockpalast Nacht: 30. März 1985 mit Wolf Maahn und die Deserteure, Paul Young and the Royal Family, Al Jarreau und Prince (live aus Syracuse, NY)
16. Rockpalast Nacht: 19. Oktober 1985 mit The Armoury Show, Squeeze, Rodgau Monotones und Rubén Blades y Seis Del Solar
17. Rockpalast Nacht: 15. März 1986 mit Big Country, Jackson Browne und BAP

## Trivia
- Beim Monterey Pop Festival 1967 haben The Who und die Grateful Dead, wie in der achten Rockpalast Nacht 14 Jahre später, hintereinander gespielt.